# 370P/NEAT
370P/NEAT è una cometa periodica appartenente alla famiglia delle comete gioviane. La cometa è stata scoperta l'11 ottobre 2001, la sua riscoperta il 10 agosto 2018 ha permesso di numerarla.